# Воскресенський Микола Михайлович
Микола Михайлович Воскресенський (1889—1969) — український зоолог, ембріолог і радіобіолог, кандидат біологічних наук (1945), доцент Київського університету, декан ветеринарного факультету і завідувач кафедри зоології Білоцерківського сільськогосподарського інституту.

## Життєпис

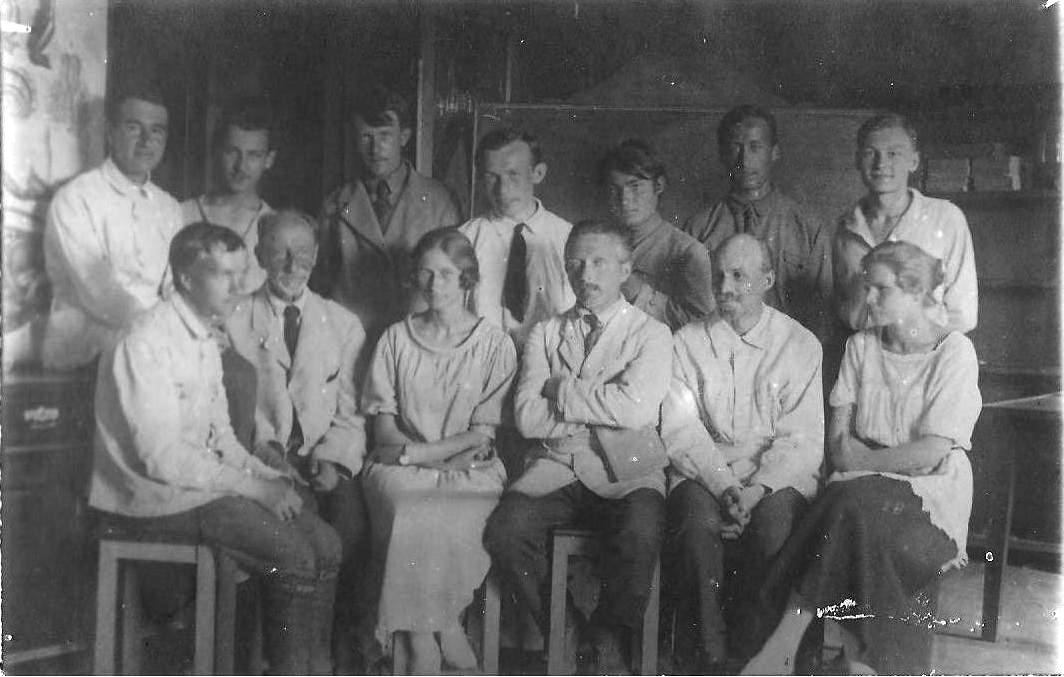
Зоологи Київського університету в 1923 році. М. М. Воскресенський перший ліворуч у верхньому ряду, поруч з іншими відомими зоологами: останній у верхньому ряду Б. І. Балінський, четвертий і п'ятий у нижньому ряду Д. Є. Белінг та І. І. Шмальгаузен.

У 1913 році закінчив кафедру зоології Київського університету. З другого курсу навчання спеціалізувався на зоології безхребетних під керівництвом О. О. Коротнєва, В. К. Совинського та Б. О. Сварчевського, при цьому останній мав найбільший вплив на формування науковця. У 1911—1913 роках проводив дослідження поліхет на Севастопольській біологічній станції. З 1913 року за рекомендацією В. К. Совинського був залишений при кафедрі зоології для підготовки до викладацької діяльності. У 1914 році працював на Віллафранкській зоологічній станції (Віллафранка-ді-Верона, Італія), де продовжив дослідження поліхет та інших морських безхребетних. З 1916 року — асистент кафедри зоології Київського університету. Після розділення кафедри у 1917 році і до 1939 року працював асистентом і згодом викладачем кафедри загальної зоології та ембріології (згодом зоології хребетних), очолюваної академіком І. І. Шмальгаузеном.
За свідченням В. О. Караваєва, нетривалий час працював у Зоологічному музеї УАН на початковому етапі його існування, імовірно у 1920 році. У 1921 році працював старшим науковим співробітником Другого відділу УАН з окремих наукових доручень.
У 1922—1930 роках був ученим секретарем Київського товариства природознавців.
Протягом 1939—1948 років працював у Білоцерківському сільськогосподарському інституті, де з 1944 року був завідувачем кафедри зоології і деканом ветеринарного факультету. 
У 1945 році захистив кандидатську дисертацію на тему «Явление созревания половых клеток дрозофилы», отримав звання доцента. 
У 1949 році переїхав до міста Курган, де працював доцентом у Курганському сільськогосподарському інституті. 
З 1962 року на пенсії жив у Харкові, продовжуючи зоологічні дослідження на волонтерській основі у Зоологічному музеї Харківського університету, опрацьовував колекції метеликів.

## Дослідження
Проводив дослідження у кількох напрямках і опублікував кілька загальнобіологічних праць. На початкових етапах роботи вивчав поліхет, зокрема проводив анатомічні та ембріологічні дослідження. Низка праць дослідника присвячена вивченню впливу рентгенівського випромінювання на організм комах. Проводив значну кількість фауністичних досліджень метеликів, зокрема опублікував праці щодо метеликів Полтавщини (1927) і згодом Курганської області (1959, 1969). Працюючи у Кургані вивчав також шкідників сільського господарства.

## Деякі праці
- Воскресенский, Н. М. Скрытые признаки в наследственности. Изв. Киев, студенческого кружка исследователей природы, 1913, в. 4.
- Воскресенский, Н. М. О нахождении в Черном море рода Salmacina. Тр. об-ва любителей зоол. Севаст. биол. станции, 1915, сер. II, № 2;
- Воскресенский, Н. М. К анатомии Polychaeta sedentaria (Pileolaria militaris Ceprd.). Рус. зоол. журн., 1924, т. IV, в. 1—2;
- Воскресенський, М. М. До лепідоптерофауни Полтавщини. Збірник праць Зоологічного музею, 1927, т. IV, 119—145;
- Woskressensky, N. M. Ueber eine neue Form von Catocala nupta L. (Lepidoptera). Збірник праць Зоологічного музею, 1927, т. IV, 146;
- Woskressensky, N. M. Über die Wirkung der Röntgenbestrahlung auf das embryonale Wachstum. Wilhelm Roux' Archiv für Entwicklungsmechanik der Organismen, 1928, 113, 447-461.
- Воскресенский, Н. М. О морфологических изменениях хроматина покоящихся клеток под действием Х-лучей. Вестн. рентгенол. и радиол., 1928, т. VI, в. 2;
- Воскресенский, Н. М. Биологическое действие Х-лучей как проблема в биологии и медицине. Вестн. рентгенол. и радиол., 1929, т. VIII, в. 3;
- Воскресенський, М. М. Київське товариство природознавців за 60 років (1869—1929). Бюл. УКОПС, 1929, № 4;
- Воскресенський, М. М. Організм та оточення. К., 1929;
- Воскресенський, М. М. Боротьба за існування. К., 1930;
- Woskressensky, N. M., Scheremetjewa, E. A. Die Spermiogenese bei Drosophila melanogaster Meig. Zeitschrift für Zellforschung und Mikroskopische Anatomie, 1930, 10 (2), 411-426.
- Воскресенский, Н. М. Рентгеновские лучи и возникновение мутаций. Природа, 1930, 5.
- Воскресенский, Н. М. Передача по наследству ускоряющего действия Х-лучей. Тр. Всесоюзного съезда по генетике и селекции, 1931, т. I;
- Воскресенский, Н. М. Явления созревания в половых клетках Drosophila melanogaster. Биол. журн., 1933, т. II, в. 1;
- Воскресенский, Н. М. Фенологический календарь главных вредителей сельскохозяйственных культур Курганской области и меры защиты растений. Курган, 1955;
- Воскресенский, Н. М. О колебании численности некоторых вредных насекомых Курганской области. Тр. Кург. СХИ, 1957, т. 3;
- Воскресенский, Н. М. Материалы к лепидоптерофауне Курганской области. Тр. Биол. ин-та Сибирск. отд. АН СССР, 1959, т. 5, 219—230;
- Воскресенский, Н. М. Вредители полевых культур и лесонасаждений отряда лепидоптера. Тр. Кург. СХИ, 1960, т. 5;
- Воскресенский, Н. М. Особенности вредителей полевых и огородных культур в Курганск. обл. Тр. Кург. СХИ, 1962, т. 7;
- Воскресенский, Н. М. Общий очерк фауны чешуекрылых Курганской области. Энтомологическое обозрение, 1969, 48(1), 138—147.